# FLCタインホアFC
ドング・ア・タインホアFC（英: Đông Á Thanh Hóa Football Club, ベトナム語: Câu lạc bộ bóng đá Đông Á Thanh Hóa）は、2009年に設立されたベトナムのタインホア省タインホアをホームタウンとするサッカークラブ。

## 歴史
タインホアFCの名前は元々1962年設立のクラブで使用されていた。このクラブは2009年のVリーグで最下位となって2部降格が決定してしまう。同年、ベトナム人民軍は所有していたテーコンFCの解散を決め、テーコンのトップチームは買収されてラムソン・タインホアFC (Lam Sơn Thanh Hóa FC) が設立された。ラムソン・タインホアが引き続き1部でプレーするのに対して、2部に降格した元のタインホアは2010年1月に解散してしまう。
2010年1月23日、ラムソン・タインホアFCはベトナム・スーパーカップ2009でSHBダナンFCと対戦し、1-1（4-3p）で勝利した。
2011年、ラムソン・タインホアFCはタインホアFCに改称した。
2015年、ベトナムの大手不動産企業FLCグループが買収してFLCタインホアFCに改称した。しかしFLCはわずか3年でクラブを手放し、2019年から再びタインホアFCに戻った。

### クラブ名の遍歴
- 2009-2010 ラムソン・タインホア (Lam Sơn Thanh Hóa)
- 2011-2015 タインホア (Thanh Hóa)
- 2015-2018 FLCタインホア (FLC Thanh Hóa)
- 2019- タインホア (Thanh Hóa)
- 2020- ドング ・ア ・タインホア (Đông Á Thanh Hóa)

## タイトル
- ベトナム・スーパーカップ 優勝 (2) : 2009, 2023

## 過去の成績
- 2010 Vリーグ : 12位
- 2011 Vリーグ : 7位
- 2012 Vリーグ : 11位
- 2013 Vリーグ1 : 5位
- 2014 Vリーグ1 : 3位

## 歴代所属選手
- 苅部隆太郎 2018
- エドワード・オフェレ（英語版） 2018-